# مخزن سد وازوزا
مخزن سد وازوزا (انگلیسی: Vazuza Reservoir) یک مخزن سد در استان اسمولنسک کشور روسیه است.